# 35,5 cm Haubitze M1
35,5 cm Haubitze M.1 – niemiecka ciężka haubica kalibru 356,6 mm z okresu II wojny światowej. Haubica powstała w zakładach Rheinmetall na zamówienie Wehrmachtu, projektując ją bazowano głównie na haubicy 24 cm Haubitze 39.
Nie wiadomo ile dział tego typu zbudowano, źródła podają pomiędzy trzy a siedem sztuk, wiadomo, że uzbrojona w nie była tylko jedna jednostka – 1 Batterie der Artillerie Abteilung (mot) 641. Nie wiadomo także wiele o jej użyciu bojowym, wiadomo tylko, że na pewno była użyta w czasie oblężenia Sewastopola (1941-1942). Według zachowanych zapisów, ze wszystkich haubic tego typu wystrzelono jedynie 280 pocisków.
O ile efekt niszczący ważących 575 kg pocisków kruszących czy ważących 926 kg pocisków przeciwbetonowych był zapewne znaczny, to biorąc pod uwagę ilość środków i czasu włożonych w produkcję i transport tych haubic ich wpływ na działania wojenne był praktycznie nieistotny. W trakcie transportu broń była rozkładana na sześć części, do transportu było potrzebnych sześć 18-tonowych traktorów i dodatkowy traktor z generatorem prądu.